# Essentials (Malevolent Creation)
Essentials är ett samlingsalbum av death metal-bandet Malevolent Creation utgivet 2008 av skivbolaget Crash Music, Inc.. Samlingsalbumet innehåller studioalbumen Eternal från 1996, The Fine Art of Murder från 1998 och In Cold Blood från 1997.

## Låtlista
Disc 1 - Eternal
1. "No Salvation" – 5:12
2. "Blood Brothers" – 4:04
3. "Infernal Desire" – 3:31
4. "Living In Fear" – 3:08
5. "Unearthly" – 3:30
6. "Enslaved" – 4:18
7. "Alliance or War" – 3:52
8. "They Breed" – 2:49
9. "To Kill" – 3:58
10. "Hideous Reprisal" – 3:43
11. "Eternal" – 4:35
12. "Tasteful Agony" – 4:35

Disc 2 - The Fine Art of Murder
1. "To Die Is at Hand" – 3:38
2. "Manic Demise" – 3:02
3. "Instinct Evolved" – 4:43
4. "Dissect the Eradicated" – 3:15
5. "Mass Graves" – 6:18
6. "The Fine Art of Murder" – 5:52
7. "Bone Exposed" – 3:34
8. "Purge" – 2:47
9. "Fracture" – 6:34
10. "Rictus Surreal" – 4:30
11. "Scorn" – 3:11
12. "Day of Lamentation" – 7:04
13. "Scattered Flesh" – 2:12

Disc 3 - In Cold Blood
1. "Nocturnal Overlord" – 2:26
2. "Prophecy" – 2:19
3. "Compulsive" – 3:10
4. "Narcotic Genocide" – 3:01
5. "Violated" – 2:15
6. "Leech" – 2:57
7. "In Cold Blood" – 5:34
8. "Vision of Malace" – 3:42
9. "VII" – 2:44
10. "Preyed Upon" – 5:01
11. "Millions" – 2:26
12. "Condemned" – 4:00
13. "Seizure" – 2:28